# Cầu Kim Thành
Cầu Kim Thành (tiếng Trung: 金城大桥) là một cây cầu đường bộ bắc qua sông Hồng trên biên giới Việt Nam – Trung Quốc.
Cầu nối liền Khu thương mại – công nghiệp Kim Thành (thuộc thành phố Lào Cai, tỉnh Lào Cai, Việt Nam) với Khu khai phát Bắc Sơn (thuộc huyện Hà Khẩu, tỉnh Vân Nam, Trung Quốc), cách cửa khẩu Lào Cai khoảng 2,5 km về phía thượng lưu sông Hồng.
Cầu Kim Thành được xây dựng vĩnh cửu bằng bê tông cốt thép dự ứng lực, dài 295 m với 5 nhịp, rộng 21,5 m, gồm bốn làn xe.
Công trình được khởi công xây dựng vào ngày 16 tháng 6 năm 2006 và chính thức thông xe vào ngày 1 tháng 9 năm 2009.